# هویوویتسه
هویوویتسه (به چکی: Hojovice) یک منطقهٔ مسکونی در جمهوری چک است که در ناحیه پلهریموو واقع شده‌است. هویوویتسه ۵٫۷۶ کیلومتر مربع مساحت و ۷۶ نفر جمعیت دارد و ۴۵۰ متر بالاتر از سطح دریا واقع شده‌است.